# Vortex (pel·lícula de 2021)
Vortex és una pel·lícula independent de drama psicològic del 2021 escrita i dirigida per Gaspar Noé. El film es va estrenar al 74è Festival Internacional de Cinema de Canes i és protagonitzada per Dario Argento, Françoise Lebrun i Alex Lutz.
La pel·lícula va rebre elogis de la crítica i del públic, que en van destacar la direcció i el guió de Noé, les interpretacions, l'abast emocional i l'ambició de la posada en escena.

## Argument
Vortex està ambientada al nord-est de París, prop de la parada de metro de Stalingrad, i gira al voltant d'una parella d'ancians que lluiten amb la desmillora de llur salut mental i física amb l'ajut del seu fill adult, que també s'enfronta a problemes personals importants.

## Producció
Vortex va ser ideada a partir de les experiències del director tractant amb la demència de la seva mare, així com quan Noé va patir una hemorràgia cerebral que gairebé el mata a principis de 2020. En el seu primer paper protagonista, Argento, que viu a Itàlia, va aprendre a parlar francès amb fluïdesa tot i que amb un marcat accent, de vegades fent una pausa per a mirar de trobar la paraula adequada.
La pel·lícula utilitza tant la pantalla dividida com el format mitjà, igual que la seva pel·lícula anterior Lux Aeterna (2019).

## Premis
| Any  | Premi                                             | Categoria                                            | Resultat  |
| ---- | ------------------------------------------------- | ---------------------------------------------------- | --------- |
| 2022 | Festival Internacional de Cinema de Dublín        | Millor pel·lícula                                    | Guanyador |
| 2022 | Festival Internacional de Cinema de Sant Sebastià | Premi Zabaltegi-Tabakalera                           | Guanyador |
| 2022 | Festival Internacional de Cinema de Gant          | Millor Pel·lícula                                    | Guanyador |
| 2022 | Festival Internacional de Cinema d'Istanbul       | Golden Tulip a la millor pel·lícula / Premi FIPRESCI | Guanyador |